# Nefertiti
Nefertiti (/ˌnɛfərˈtiːti/) (c. 1370 - 1 330 a.C.) foi uma rainha da XVIII dinastia do Antigo Egito, esposa principal do faraó Amenófis IV, mais conhecido como Aquenáton. Nefertiti e seu marido tornaram-se conhecidos pela revolução religiosa, na qual adoravam apenas um deus, Áton, ou o disco solar. Aquenáton e Nefertiti foram responsáveis por criarem uma nova religião que alterou as formas de religião dentro Egito. Com o seu esposo, reinou naquele que foi o período mais próspero na história do Antigo Egito. Alguns historiadores acreditam que Nefertiti reinou durante uns tempos como Neferneferuaten depois da morte do seu marido e antes da sucessão de Tutancâmon, tal identificação é ainda hoje objecto de debate.
Nefertiti teve muitos títulos incluindo Princesa Hereditária (iryt-p`t); Grande de Louvores (wrt-hzwt); Senhora das Graças (nbt-im3t), Doce do Amor (bnrt-mrwt); Senhora das Duas Terras (nbt-t3wy); Esposa do Grande Rei, sua amada (hmt-niswt-‘3t meryt.f); Grande Esposa do Rei, sua amada (hmt-niswt-wrt meryt.f), Senhora de Todas as Mulheres (hnwt-hmwt-nbwt); e Senhora do Alto e do Baixo Egito (hnwt-Shm’w-mhw).
Tornou-se famosa pelo seu busto, agora no Neues Museum, em Berlim (mostrado à direita). É um dos objectos mais copiados da arte do antigo Egito. É atribuído ao escultor Tutemés, e foi encontrado na sua oficina. O busto é notável para exemplificar a compreensão dos antigos egípcios tinham a respeito das proporções faciais realistas.

## Raízes familiares
As origens familiares de Nefertiti são pouco claras. O seu nome significa "a mais Bela chegou", o que levou muitos investigadores a considerarem que Nefertiti teria uma origem estrangeira, tendo sido identificada por alguns autores como Tadukhipa, uma princesa do Reino de Mitani (império que existiu no que é hoje a região oriental da Turquia), filha do rei Tusserata. Sabe-se que durante o reinado de Amenófis III chegaram ao Egito cerca de trezentas mulheres de Mitani para integrar o harém do rei, num gesto de amizade daquele império para com o Egito; Nefertiti pode ter sido uma dessas mulheres, que adotou um nome egípcio e os costumes do país.
Contudo, nos últimos tempos tem vingado a hipótese de Nefertiti ser egípcia, filha de Aí, alto funcionário egípcio responsável pelo corpo de carros de guerra que chegaria a ser faraó após a morte de Tutancâmon. Aí era irmão da rainha Tié, esposa principal do rei Amenhotep III, o pai de Aquenáton; esta hipótese faria do marido de Nefertiti o seu primo. Sabe-se que a família de Aí era oriunda de Acmim e que este tinha tido uma esposa que morreu (provavelmente a mãe de Nefertiti durante o parto), tendo casado com a dama Tié.
De igual forma o nome Nefertiti, embora não fosse comum no Egito, tinha um alusão teológica relacionada com a deusa Hator, sendo aplicado à esposa real durante a celebração da festa Sed do rei (uma festa celebrada quando este completava trinta anos de reinado).

## Casamento com Amenófis (Aquenáton)

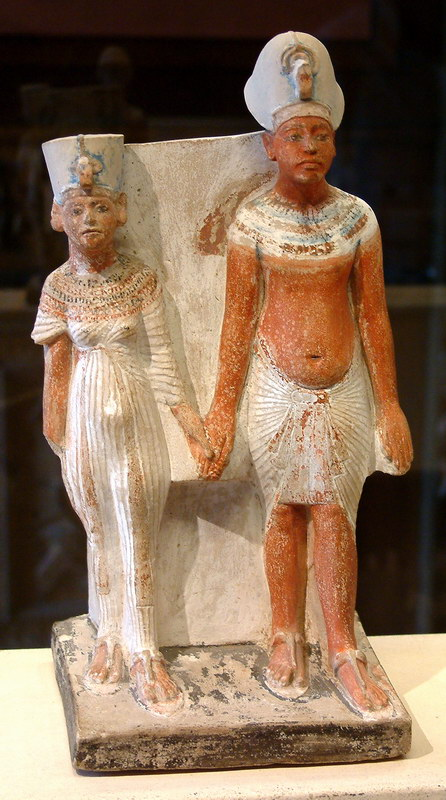
Aquenáton e Nefertiti

Não se sabe que idade teria Nefertiti quando casou com Amenófis (o futuro Aquenáton). A idade média de casamento para as mulheres no Antigo Egito eram os treze anos e para os homens os dezoito. É provável que tenha casado com Amenhotep pouco tempo antes deste se tornar rei.
O seu marido não estava destinado a ser rei. Devido à morte do herdeiro, o filho mais velho de Amenófis III, Tutemés, Amenófis ocupou o lugar destinado ao irmão. Alguns autores defendem uma co-regência entre Amenófis III e Amenófis IV, mas a questão está longe de ser pacífica no meio egitológico. A prática das co-regência era uma forma do rei preparar uma sucessão sem problemas, associando um filho ao poder alguns anos da sua morte.
Nos primeiros anos do reinado de Amenhotep começaram a preparar-se as mudanças religiosas que culminariam na doutrina chamada de "atonismo" (dado ao facto do deus Aton ocupar nela uma posição central). Amenófis ordenou a construção de quatro templos dedicados a Aton junto ao templo de Amon em Carnaque, o que seria talvez uma tentativa por parte do faraó de fundir os cultos dos dois deuses. Num desses templos, de nome Hutbenben (Casa da pedra Benben), Nefertiti aparece representada como a única oficiante do culto, acompanhada de uma filha, Mequetaton. Esta cena pode ser datada do quarto ano do reinado, o que é revelador da importância religiosa desempenhada pela rainha desde o início do reinado do seu esposo.
No ano quinto do reinado, Amenhotep IV decidiu mudar o seu nome para Aquenáton, tendo Nefertiti colocado diante do seu nome de nascimento o nome Nefernefernuaton, "perfeita é a perfeição de Aton". Nefertiti passou a partir de então a ser representada com a coroa azul, em vez do toucado constituído por duas plumas e um disco solar, habitual nas rainhas egípcias.
Durante algum tempo defendeu-se que Aquenáton teria introduzido pela primeira vez na história do mundo o conceito do monoteísmo, impondo às classes sacerdotais e populares o conceito de um só deus, o deus do sol, onde o disco solar representava o deus sol que regia sobre tudo na face da terra. Hoje em dia porém considera-se que seria um henoteísmo exacerbado.
Os muitos templos que celebravam os deuses tradicionais do Egito foram todos rededicados pelo rei ao novo deus por ele imposto. Especula-se que esta pequena revolução, entre outros possíveis objetivos, possa ter servido para consolidar e engrandecer ainda mais o poder e importância do faraó. Após o reinado de Aquenáton, o Egito antigo voltaria às suas práticas religiosas politeístas.

## Nefertiti em Aquetáton
Aquenáton decidiu, igualmente a construção de uma nova capital para o Egito dedicada a Aton, que recebeu o nome de Aquetáton ("O Horizonte de Aton"). A cidade situava-se a meio caminho entre Tebas e Mênfis, sendo o lugar onde se encontram hoje as suas ruínas conhecido como Amarna. A cidade foi inaugurada no oitavo ano do reinado de Aquenáton.
Um talatat (bloco de pedra) de Hermópolis (perto de Amarna) mostra a rainha Nefertiti a destruir o inimigo do Egito, personificado por mulheres prisioneiras, numa cena que até então tinha sido reservada aos reis desde os tempos da Paleta de Narmer.

## Vida familiar

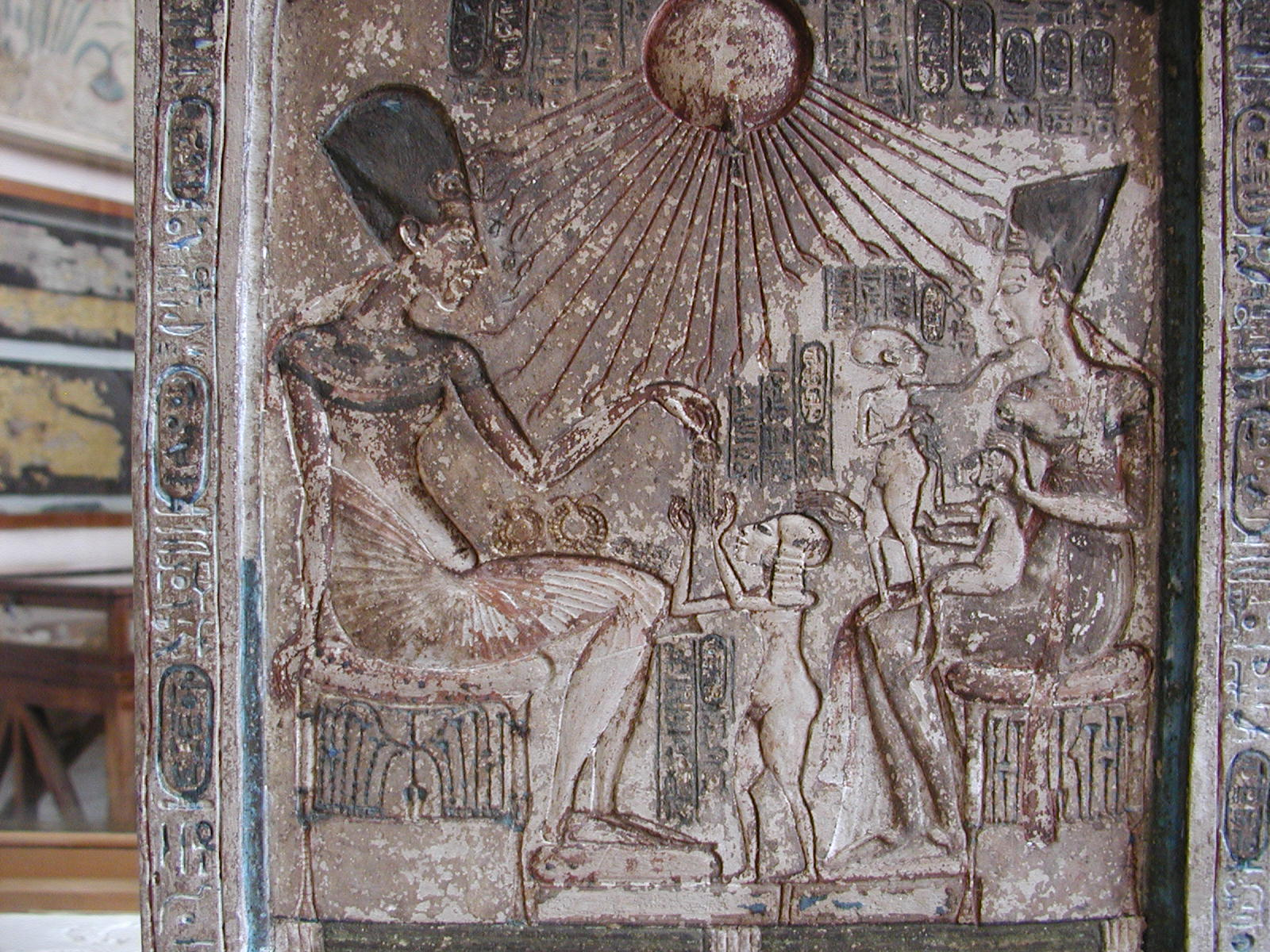
Estela que representa a família real. Museu Egípcio do Cairo.

Nefertiti teve seis filhas com Aquenáton: Meritaton, Mequetatom, Anquesenamon, Neferneferuaton, Neferneferuré e Setepenré. Pensa-se que as três primeiras filhas nasceram em Tebas antes do sexto ano de reinado e as três últimas em Aquetáton entre o sexto e o nono ano de reinado.
A segunda filha do casal, Mequetatom, faleceu pouco antes do décimo segundo ano de reinado, como mostra uma cena que representa Aquenáton e Nefertiti a chorar diante do leito de morte da filha, essa filha teria morrido afogada. Durante o reinado de Aquenáton espalhou-se por todo Egito uma peste, além de um surto de malária, conhecido na época como "doença mágica" que matou 3 filhas do casal, além de quase ceifar a vida de Tutancâmon.
A família real é representada em várias estelas em cena de intimidade familiar, com Nefertiti a amamentar uma filha ou com o casal a brincar com estas enquanto recebe os raios de Aton, que terminam em mãos com o símbolo do ankh. Trata-se de representações até então não presentes na arte egípcia.

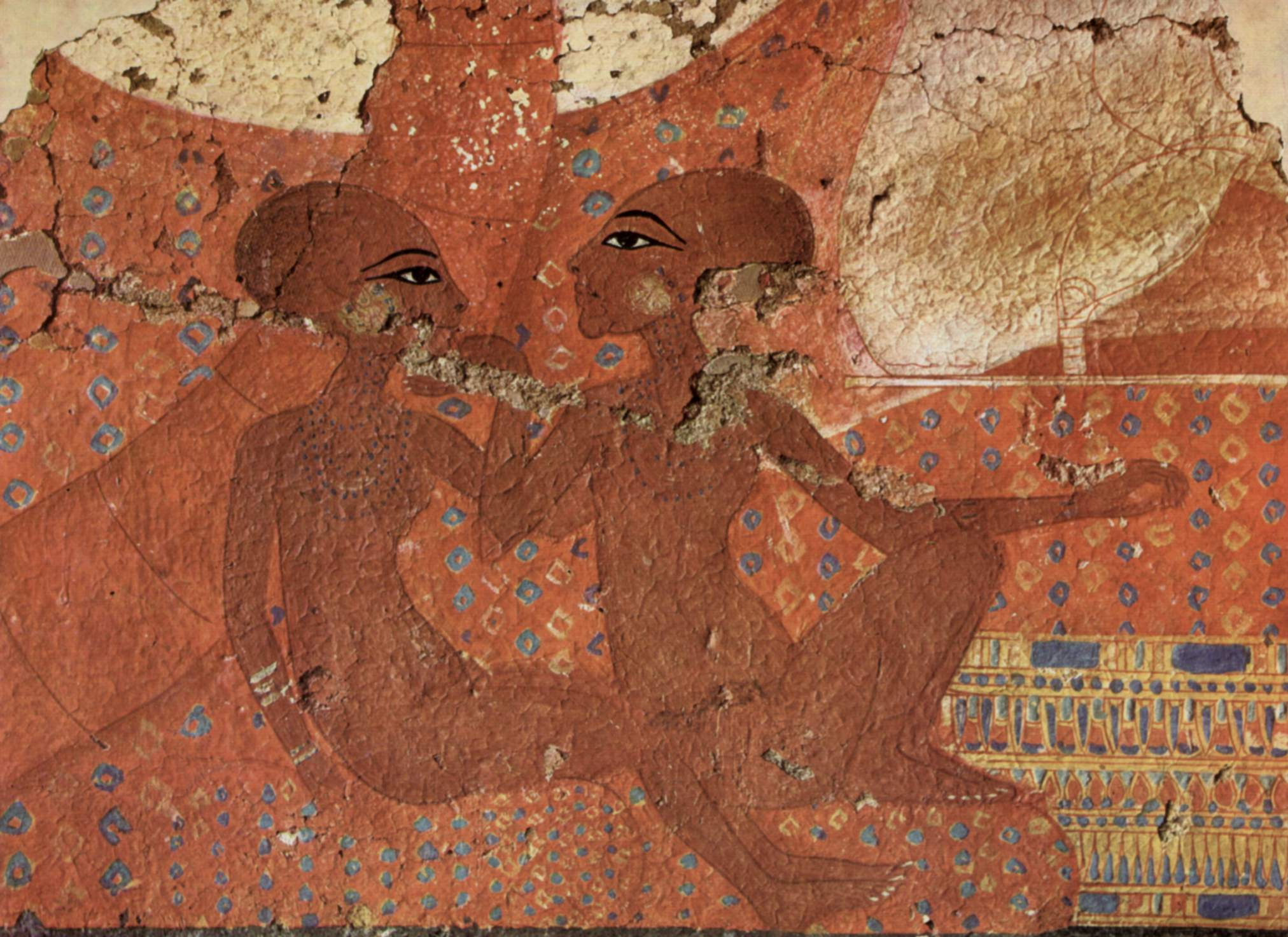
Duas filhas de Nefertiti. Fragmento de uma pintura mural de Amarna c. 1360 a.C.Ashmolean Museum

Um aspecto que gera alguma perplexidade nestas representações são os crânios alongados dos membros da família real. Aquenáton, por exemplo, surge em estátuas e relevos como um homem muito diferente da norma e representado fora dos padrões rígidos da cultura milenar da época, exibindo femininos e andróginos, com uma cintura fina, porém com quadris largos e coxas decididamente femininas. Além disso, em várias obras os seus seios são aparentes. A sua face também aparece alongada e com lábios carnudos, femininos e sensuais. Para alguns estas características indicariam que a família sofreria de síndrome de Marfan, enquanto que outros consideram tratar-se de uma mera tendência estética exagerada, que visava criar novos padrões estéticos à semelhança do que tinha acontecido no campo da religião, segundo historiadores, Aquenáton queria mostrar nessas esculturas que somos muito mais que imagens, e pedia para ser retratado dessas formas para escandalizar os co-cidadãos, e também pelo fato de querer mostrar que ele era o "Grande esposo real" de Nefertiti, que assumiu a direção do Egito como co-regente, deixando Aquenáton livre para ser o sumo sacerdote de Aton, as únicas imagens reais de Aquenáton e Nefertiti foram esculpidas em suas tumbas mortuárias, onde mostram claramente que Nefertiti era a mulher mais bela da época e Aquenáton não tinha os traços dos egípcios conhecidos.
Com Kia, uma esposa secundária, Aquenáton teve dois filhos, Nebnefer, que morreu durante o surto de peste e Tutancaton que depois que voltou á Tebas foi obrigado a mudar seu nome para Tutancâmon, pois depois da morte de Aquenáton, o Deus Aton, foi proscrito por alguns anos. Kia teria morrido no parto de Tutancâmon, e a mesma serviu apenas para dar a Aquenáton dois filhos homens para continuar o reinado, visto que Nefertiti não conseguia gerar filhos varões.

## O desaparecimento da rainha

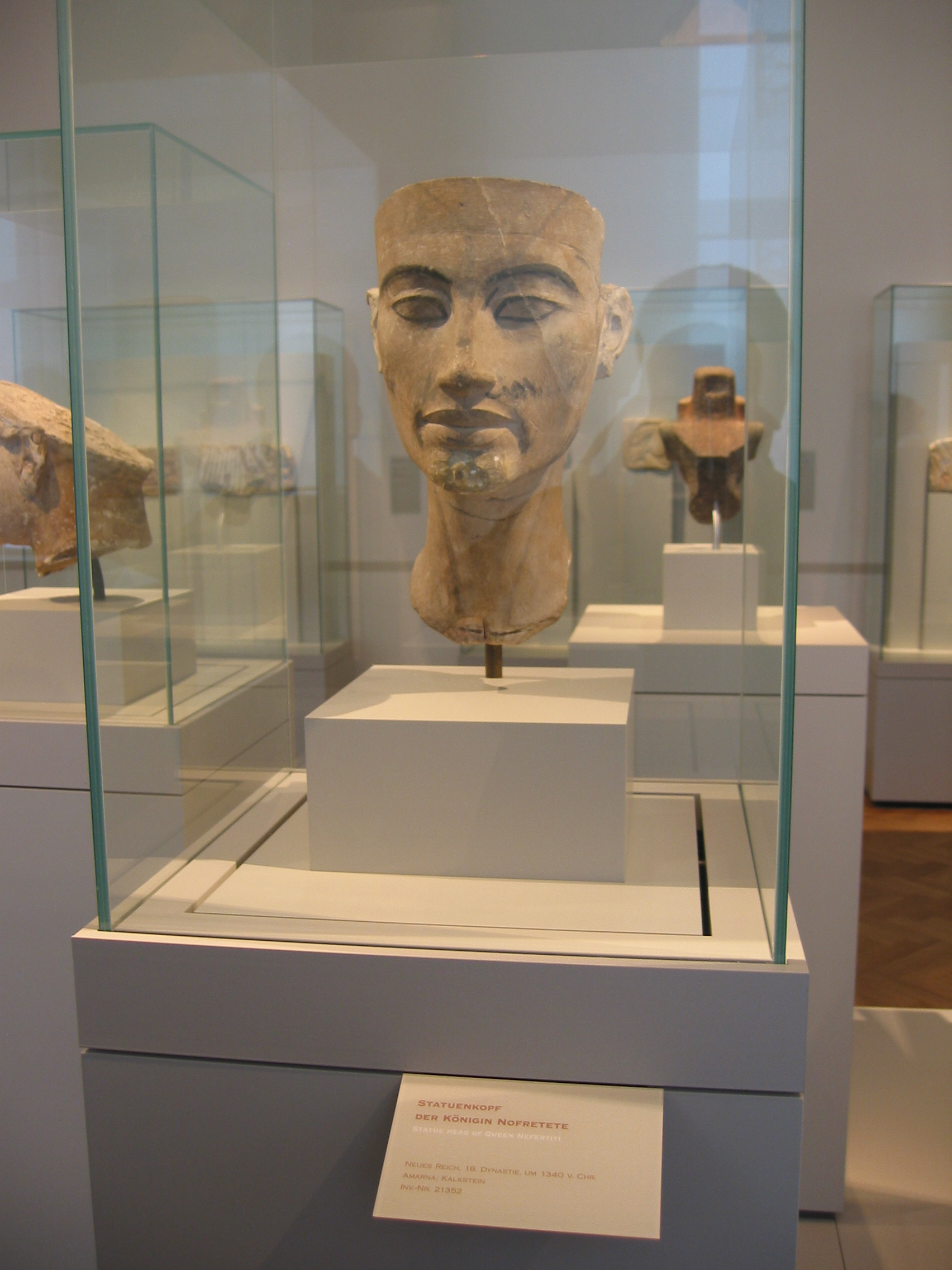
Busto inacabado de Nefertiti

Nefertiti acompanhou o seu marido lado a lado em seu reinado porém, a certa altura, no ano 12 do reinado de Amenófis ela esvanece e não é mais mencionada em qualquer obra comemorativa ou inscrições e parece ter sumido sem deixar quaisquer pistas.
Este desaparecimento foi interpretado inicialmente como uma queda da rainha, que teria deixado de ser a principal amada do faraó, preterida a favor de Kiya. Objectos da rainha encontrados num palácio situado no bairro norte de Amarna sustentam a visão de um afastamento. Hoje em dia considera-se que o mais provável foi o contrário: Kiya foi talvez afastada por uma Nefertiti ciumenta.
Uma hipótese que procura explicar o silêncio das fontes considera que Nefertiti mudou novamente de nome para Anchetcheperuré Nefernefernuaton. Esta mudança estaria relacionada com a sua ascensão ao estatuto de co-regente. Ainda segundo a mesma hipótese quando Aquenáton faleceu Nefertiti mudou novamente de nome para Anchetcheperuré Semencaré e governou como faraó durante cerca de dois anos. Há ainda outra hipótese, como os sacerdotes de Amon não aceitavam o Deus Aton como único do Egito, eles teriam mandado assassinar Nefertiti pois a consideravam o braço direito de Aquenáton, sua morte teria desestabilizado o faraó que tinha em sua figura o apoio indiscutível para o Projeto do "Deus Único" representado por Aton, cerca de dois anos depois, Aquenáton morreu de forma misteriosa, assim, sua filha primogênita com Nefertiti - Meritaton, foi elevada ao estatuto de "grande esposa real". O seu reinado foi curto, pois segundo historiadores, ela, seu marido e outros habitantes de Amarna na época foram assassinados e proscritos. Restando de sangue real apenas, Tutancâmon então com 9 anos e sua outra irmã Anchesenamon com 11 anos.
Porém, muitos especialistas acreditam que esta pessoa foi um filho de Aquenáton. Já outros egiptólogos, como o professor David O'connor da Universidade de Nova Iorque, especulam: Poderia se tratar de amor entre iguais, entre dois homens, dadas as características singulares de Aquenáton?

## O busto de Nefertiti

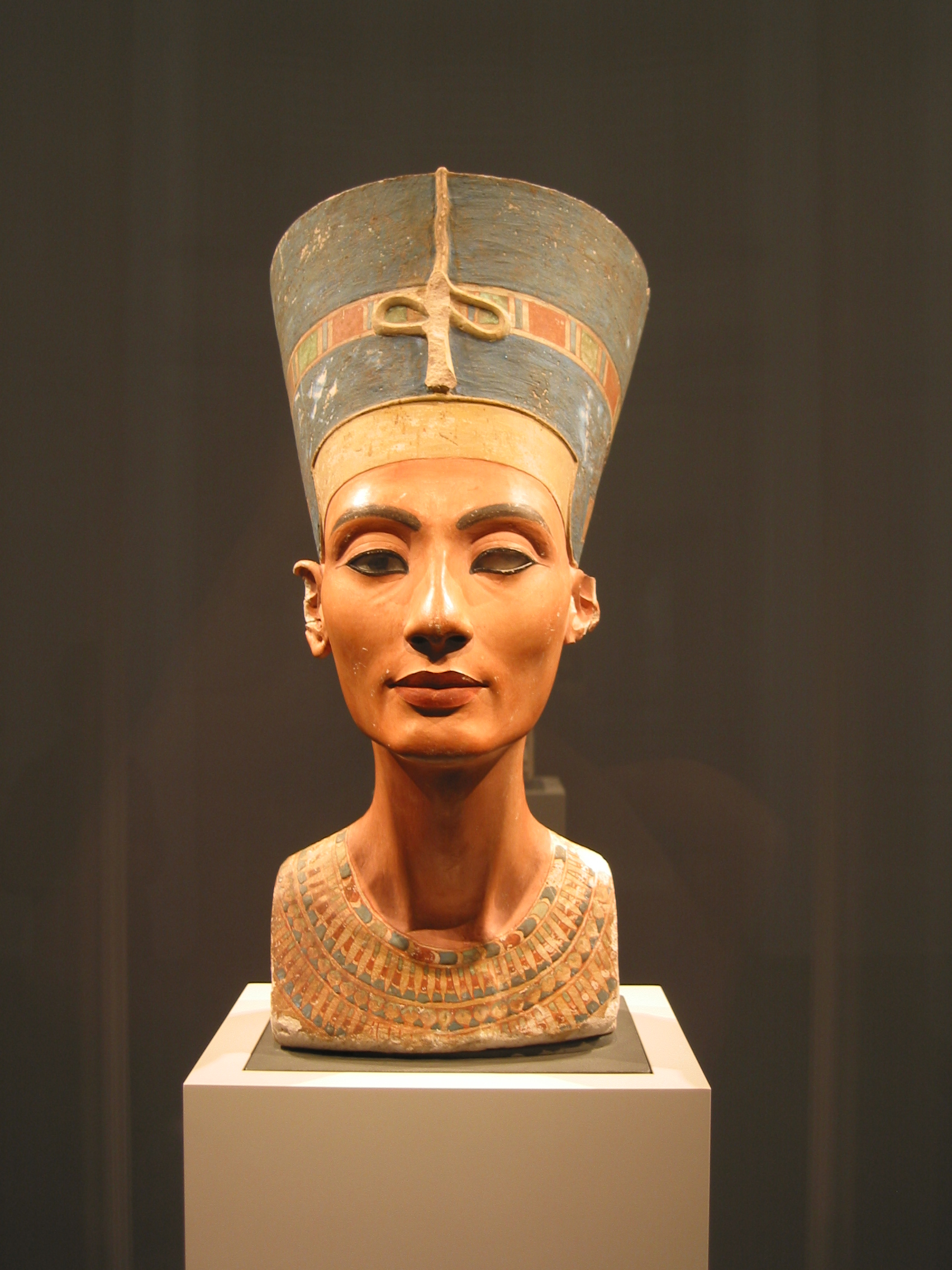
Busto de Nefertiti.

A 6 de Dezembro de 1912 foi encontrado em Amarna o famoso busto da rainha Nefertiti, por vezes também designado como o "busto de Berlim" em função de se encontrar na capital alemã. A descoberta foi da responsabilidade de uma equipe arqueológica da Sociedade Oriental Alemã (Deutsche Orient Gesellchaft) liderada por Ludwig Borchardt (1863-1938). A peça foi encontrada na zona residencial do bairro sul da cidade, na casa e oficina do escultor Tutemés.
O busto de Nefertiti mede 50 cm de altura, tratando-se de uma obra inacabada. A prova encontra-se no olho esquerdo da escultura, que não tem a córnea incrustada; Ludwig Borchardt julgou que esta se teria desprendido quando encontrou o busto, mas estudos posteriores revelaram que esta nunca foi colocada para não causar inveja as deusas.
Segundo o costume da época os achados de uma escavação eram partilhados entre o Egito e os detentores da licença de escavação. O busto de Nefertiti acabaria por ser enviado para a Alemanha, onde foi entregue a James Simon, uma dos patrocinadores da expedição. Contudo, a forma como saiu do Egito é pouco clara e alvo de disputas. Atualmente o Egito alega que Borchardt escondeu a peça, versão contraposta à que alega que os responsáveis pelas antiguidades egípcias não deram importância ao busto, deixando-o partir. Em 1920 a obra foi doada ao Museu Egípcio de Berlim, onde passou a ser exibida a partir de 1923, tornando-se uma das atrações da instituição.
Até então, as representações conhecidas da rainha, mostravam-na com um crânio alongado, sendo a rainha vista como uma mulher que provavelmente sofria de tuberculose. O busto revelou-se determinante na alteração da percepção da rainha, que muitas mulheres dos anos 30 procurariam imitar em bailes de máscaras.
Durante a Segunda Guerra Mundial a Alemanha retirou as peças dos museus de Berlim para colocá-las em abrigos. O busto de Nefertiti foi guardado num abrigo na Turíngia, onde permaneceu até ao fim da guerra até que o exército americano o levou para Wiesbaden. Em 1956 o busto regressou a Berlim Ocidental.

## A alegada múmia de Nefertiti
Em Junho de 2003, a egiptóloga Joann Fletcher da Universidade de York, anunciou que ela e sua equipe teriam identificado uma múmia como sendo a rainha Nefertiti, trata-se da múmia nomeada informalmente como “Dama Jovem”.
Em 1898, o arqueólogo Victor Loret descobriu o túmulo do rei Amenhotep II no Vale dos Reis. Como foi o trigésimo quinto túmulo a ser encontrado, este recebeu a designação de "KV35" na moderna Egitologia (King Valley´s 35). Para além da múmia deste rei, encontraram-se onze múmias numa câmara selada do túmulo. Três destas múmias foram deixadas no local, devido ao seu elevado estado de deterioração, tendo as restantes sido levadas para o Museu Egípcio. Duas múmias eram de mulheres e a terceira de um rapaz.
Uma peruca encontrada neste túmulo junto a uma das múmias chamou a atenção de Joanne Fletcher que a identificou com as perucas de estilo núbio utilizadas no tempo de Aquenáton. Para Fletcher, especialista em cabelos, esta peruca foi usada por Nefertiti. Para além disso, o lóbulo da orelha estava furado em dois pontos (uma marca da realeza), com impressões de uma tiara no crânio. A múmia não tinha cabelo, o que corresponderia à necessidade de Nefertiti manter o cabelo raspado para poder utilizar a coroa azul e também para proteger-se contra piolhos e o calor do Egito na época retratada.
Contudo, a arcada dentária da múmia estava identificada como sendo de uma mulher de vinte e cinco anos, o que torna pouco provável tratar-se de Nefertiti. Mas, logo depois se reparou outro detalhe interessante, os ossos da múmia estavam juntos e sólidos, o que só pode significar que a múmia tinha entre trinta e trinta e cinco anos, o que de novo levanta a possibilidade desta ser a múmia de Nefertiti.
A misteriosa múmia foi teoricamente golpeada na boca destruindo boa parte de seu rosto. Os ferimentos mostravam que tal golpe foi realizado depois da mumificação, quando possíveis homens teriam entrado na tumba, mas não há uma pista do porque. A explicação para o golpe foi que, na tentativa de apagar Aquenáton da história egípcia, teriam golpeado a rainha na boca, impedindo que seu ka entrasse no pós-vida, como uma vingança. Todas as jóias que a ligavam com a realeza foram roubadas. Mas ainda assim através do raio-X foi possível identificar os famosos 'pinos de Nefer' usados pela rainha Nefertiti e também usados na mumificação de membros da família real. O cérebro da múmia também foi preservado, uma característica da décima oitava dinastia (a dinastia em qual Aquenáton governou).
Com base nos estudos da Dra. Joann Fletcher, era bastante provável que a múmia fosse de Nefertiti. Com isso, ela conseguiu permissão do governo egípcio para realizar investigações que, infelizmente, foram inconclusivas e incapazes de identificar a múmia como Nefertiti. A pesquisa promovida por Joann esteve envolvida em diversas polêmicas.
As buscas pela múmia de uma das rainhas mais famosas e enigmáticas do Egito Antigo continuam.